# Drosophila kraussi
Drosophila kraussi är en tvåvingeart som beskrevs av Elmo Hardy 1965. Drosophila kraussi ingår i släktet Drosophila och familjen daggflugor.
Artens utbredningsområde är Hawaii.